# Шахматна композиция
Шахматна композиция се нарича вид дейност, при която с помощта на изкуствено създадени позиции и поставено към тях условие се изразяват специфични идеи във вид на шахматни задачи и етюди. По правило белите трябва да извършат първия ход и да постигнат целта, поставена в условието.
Шахматната композиция се основава на средствата и правилата на практическата игра и представлява самостоятелна форма на шахматно творчество.  Тя разкрива красотата на шахматните комбинации и образно е наречена поезията на шаха, тъй като отразява практиката на шаха по същия начин, по който изкуството отразява реалния живот. Шахматният композитор принуждава фигурите да направят максимално възможното на шахматната дъска и да разкрият своята пълна сила.

## Видове шахматна композиция

### Според характера на заданието
Съществуват два основни вида шахматна композиция – задачи и етюди, както и някои особени видове.
- Етюд – това е изкуствена позиция, близо до края на практическа игра. В етюда белите започват (освен ако условието изрично не посочва, че черните започват) и задачата е или да победят, тоест да постигнат позиция, в която победата на белите е очевидна, или да постигнат равенство, тоест позиция в която равенството е очевидно. Броят на ходовете не се определя от задачата и не е регламентиран.
- Задача – това е изкуствена позиция, в която някакво условие (най-често обявяване на мат) трябва да бъде изпълнено в определен брой ходове, посочен  в задачата (например: „мат в 3 хода“). Ако съществува решение с по-малък брой ходове, задачата се счита за некоректна. Следователно нито броят на фигурите, нито силата на страните са важни при задачите. За да се изпълни условието, трябва да се намери прикрит начин за изпълнение на задачата.

Един етюд или задача се считат за коректни ако съществува само един първи ход, който води до решение.
- Особени видове композиция са такива със специфични и конкретни задачи:
  - ретрограден анализ (ретрозадачи) – ретрокомпозиции в класически стил (например възстановяване на шахматна партия, водеща до дадена позиция от първоначалното подреждане на фигурите), най-кратки доказателни партии, ретрактори, нелегални кластери, задачи за оцветяване, задачи без дъска или без фигури и др.
  - математически задачи: задача с осем дами, задача за преминаване на шахматната дъска с кон, задача с неприкосновения цар.
  - конструктивни задачи са тези, при които целта е да се намери форма на реализация на определен шахматен замисъл, да се реконструира шахматна задача, като се използват някои налични данни и т.н.

### Според броя на фигурите
В зависимост от общия брой на фигурите се различават:
- суперминиатюра – до 5 фигури
- миниатюра – до 7 фигури
- мередит – от 7 до 12 фигури

и други.

## Раздели на шахматната композиция
Наричат се също жанрове и се определят според правилата на шахмата.
- Ортодоксални шахматни композиции – при тях се използват класическите шахматни правила. При тях белите фигури постигат мат в предварително зададен брой ходове, победа или реми независимо от броя ходовете, следвайки класическите шахматни правила. Това е най-старият и разпространен вид шахматна композиция. Жанровете на ортодоксалната композиция са етюди, едно-, дву-, три- и многоходови задачи, както и задачи и етюди за ретрограден анализ.
- Неортодоксални шахматни композиции – при тях задачата е в конфликт с целите на обикновения шах: задачи за кооперативен и обратен мат.
- Приказни шахматни композиции – при тях се добавят или видоизменят правилата на шахмата, като например се добавят нови фигури, промяна на движението на фигурите, формата и размера на дъската могат да са променени и т.н. По-известни са следните модификации на шахмата: цилиндричен, квантов, андернахски, франкфуртски, едноцветен, магически (два вида – магические полета и магически фигури), максимуммер, цирце, шахмат с нови или допълнителни (имитатор, призма, билярдни офицери) фигури (щурци, конници и др. – особено са популярни фигури от конски тип) и др.

## Основни принципи
Като цяло задачата на шахматния композитор е да създаде позиция, ограничена в броя на участващите фигури, по отношение на която решаващият трябва да намери последователност от ходове, които гарантирано ще доведат до даден резултат.
Позициите, създадени в шахматната композиция, са предмет на набор от общи технически и художествени изисквания.
Техническите изисквания включват:
- законността на първоначалната позиция, т.е. възможността тя да бъде получена от първоначалната позиция на шахматна игра чрез последователност от ходове, които не противоречат на правилата;
- решителност във всички варианти, тоест неспособността на хипотетичния враг да избегне постигането на целта, поставена за решаващия;
- уникалност на решението – една позиция позволява само един начин, замислен от автора, за постигане на желания резултат, който решаващият трябва да намери. Трябва да се има предвид, че в някои случаи авторът може да има предвид няколко решения. Това важи например за задачи върху кооперативeн мат, където представянето на план в няколко равни решения е от особено значение.

Художествените изисквания включват икономичност на формата и съдържанието, изразителност на замисъла и красота на решението. Последните две изисквания е трудно да се дефинират накратко, но първото е, че при решаването на задачата всички фигури на дъската трябва да се използват по един или друг начин (не трябва да има допълнителни, празни фигури или пешки, решението трябва да бъде постигнато в минимален брой ходове).
- Вземането на преминаваща пешка (ан пасан) с началния ход се счита за възможно само когато с помощта на ретроанализ може абсолютно да се установи, че именно при предишния ход пешката, която трябва да бъде взета, се е преместила с два квадрата, преминавайки през бито поле от противникова пешка. В този случай не трябва да има нито една доказателствена игра, която да завърши с различен ход.
- Рокадата в хода на решение винаги се счита за възможна по подразбиране, освен ако не може да бъде абсолютно сигурно чрез ретроанализ, че царят или топът вече са се преместили.

## Основи на етюдната композиция
Композирането и решението на етюд обикновено са резултат от идея, преследвана от автора, по-рядко партии осигуряват вдъхновение за представената идея. По време на процеса на разработване на етюда съдържанието и първоначалната позиция често се променят, за да отговарят по-добре на художествените критерии или да се вземат предвид техническите аспекти в решението.
В съвременната шахматна композиция решението трябва да бъде уникално. Това в никакъв случай не винаги е било така в миналото. Например, в своите етюди Рихард Рети дава предпочитание на позиции, близки до играта, дори ако тяхното решение в един момент позволява на белите да направят два равностойни хода, които не разделят основната идея на решението.
Отклоненията от авторското решение обезценяват композицията и са неправилни. Отклоненията в първия ход са вторични решения; двусмислието в следващите ходове на решението се нарича двойственост или дуал. Понякога се правят малки компромиси чрез деклариране на малки дублирания (минидуал) или повторения на ходове, които не напредват в решението, както е допустимо в печелившите етюди, обикновено във второстепенни варианти, които не са свързани с темата. Друга форма на некоректност е опровергаването на решението на автора чрез продължение от черните, което авторът игнорира.
Терминът „етюд“ е въведен през 1851 г. от Бернхард Хорвиц и Йозеф Клинг в тяхната книга „Шахматни етюди“. Последното издание на колекцията от етюди на Харолд ван дер Хайден наброява 67 691 етюди. Строго погледнато обаче, този брой е твърде висок, тъй като колекцията съдържа (понякога неправилни) модификации на множество позиции, плагиатство, множество варианти се броят индивидуално във всяка фаза, игровите позиции са включени в колекцията и накрая има многобройни теоретични ендшпилни позиции, които не отговарят достатъчно на строгите съвременни стандарти за етюд. Следователно това число не може да се разглежда като броят на етюдите, съдържащи се в колекцията. В няколко статии Харолд ван дер Хайден изчислява, че колекцията му съдържа 80 до 85 процента от всички изследвания, публикувани някога. Въпреки това, предпоставките за тези оценки не могат да бъдат доказани (неизвестни и изгубени източници от миналото и далечни региони), така че не изглежда разумно да се разпространяват такива цифри.
Съществуват многобройни прилики между етюдите и шахматните задачи от една страна и между етюдите и игрите от друга. Изискването за мат в точно определен брой ходове в ортодоксалните задачи често води до съзвездия от фигури на дъската в процеса на композиране, които вече не могат да се разглеждат като подходящи за играта. Принципът на строга икономичност на използваните средства тогава вече не може да се поддържа. В идеалните етюди всяка фигура участва активно в решението; в крайната позиция на решението няма нито бели, нито черни неучастващи фигури (т.нар. „нощни пазачи“). Може да се каже, че в етюдите дадена тема е представена в икономически и художествено стойностна форма според играта. Това едва ли е възможно в игрите, тъй като практически аспекти като изчисляване на варианти, често под натиска на времето и свързаната с това невъзможност за точна оценка на позицията, обикновено не позволяват търсенето на естетически начин за победа или равенство.
Когато е включен в Албум на ФИДЕ, етюдът се брои за 1,67 точки, докато други видове композиция печелят една точка. Следователно, за получаване на майсторска степен по шахматна композиция са необходими по-малко етюди в сравнение с други видове композиция.

## Теми
Тема се нарича основната идея на шахматната композиция. Възможно е в едно произведение да са осъществени няколко теми.
Известни теми:
- „Антидуал“
- „Блок“
- „Екселсиор“
- „Индийска тема“
- „Новотни“
- „Прикриване на полето на заплахата“

## Историческо развитие и автори
Произходът на шахматната композиция датира от началото на 8-9 век, когато за първи път са направени опити за съставяне на така наречения „мансуб“ (в превод от арабски: „това, което е издигнато, установено, подредено“). По сведения от арабски ръкописи първите шахматни задачи (наричани тогава мансуби) се появяват през IX век. Оттогава до наши дни шахматната композиция изминава дълъг път и са се развили редица направления и школи.
Първите неофициални световни първенства по шахматна композиция се считат за кореспондентски мачове-турнири на ФИДЕ, които се провеждат от 1972 г. В момента има официални световни първенства по шахматна композиция:
- отборно – Световен турнир по шахматна композиция (на английски: WCCT – World Chess Composing Tournament) [2] и
- лично – Световен индивидуален шампионат по шахматна композиция (на английски: WCCI – World Championship in Composing for Individuals). [3]

Днес почти всяко шахматно списание, както и редица неспециализирани издания публикуват задачи и етюди. Провеждат се и конкурси за съставянето им, включително и световни първенства. На авторите (често наричани „проблемисти“), подобно на шахматистите, се присъждат звания (майстор, гросмайстор и др.)
Известни световни проблемисти:
- Самюел Лойд (1841 – 1911)
- Уилям Шинкман (1847 – 1933)
- Алексей Троицки (1866 – 1942)
- Рихард Рети (1889 – 1929)
- Леонид Кубел (1891 – 1942)

Български проблемисти:
- Владимир Забунов
- Крикор Хайрабедян
- Аршавир Таниелян (1910 – 1978)
- Венелин Алайков (1933 – 2007)
- Петко Петков (1942)

## Звания
Както в обикновения шах, така и в шахматната композиция световната федерация ФИДЕ присъжда титлите „Международен гросмайстор“ (ГМ, GM), „Международен майстор“ (ММ, IM) и „ФИДЕ майстор“ (ФМ, FM) на видни съставители на задачи и етюди и решаващи чрез Постоянната комисия по шахматна композиция (ПКШК). Въпреки това, за разлика от обикновения шах, в шахматната композиция няма еквиваленти на титли, които да се отнасят само за жени.
За съставителите званието „международен майстор“ е учредено през 1959 г. и първите му почетни носители са Андре Шерон, Арнолдо Елерман, Александър Гербстман, Ян Хартонг, Сирил Кипинг и Мариан Врубел.
През следващите години са установени квалификации за титлите МM, както и ГМ (първо присъдено през 1972 г. на Хенрик Гаспарян, Лав Лосински, Коминс Мансфийлд и Елте Висерман) и ФМ (първо присъдено през 1990 г.) въз основа на броя на задачите или етюдите, избрани от съставителя за публикуване в албуми на ФИДЕ. Тези албуми са колекции от най-добрите задачи или етюди, съставени за определен тригодишен период, избран от съдии, назначени от ФИДЕ. Всяка задача, публикувана в албума, носи една точка, всеки етюд е на стойност 1⅔ точки; съвместните композиции струват същото, но стойността се разделя на броя на композиторите. За званието ФМ съставителят трябва да събере 12 точки, за званието ММ 25, а за званието ГM 70 точки.
За състезателите, решаващи задачи и етюди, титлите ГМ и ММ са присъдени за първи път през 1982 г., а титлата ФМ се присъжда от 1997 г. Титлите ГМ и ММ могат да бъдат получени само чрез участие в Световното първенство по решаване: за да стане ГМ, решаващият трябва да спечели най-малко 90 % от точките на победителя и да завърши в топ десет три пъти в десет последователни шампионата. За титлата ММ изискването е 80 % от точките на победителя с класиране в топ 15 два пъти в пет последователни шампионата; алтернативно, спечелването на едно първенство или същия брой точки като победителя в едно първенство печели титлата ММ. За титлата ФМ решавачът трябва да спечели 75 % от точките на победителя и да завърши два пъти в първите 40 % от участниците във всеки два турнира по решаване, одобрени от ПКШК.
Титлата „Международен съдия по шахматна композиция“ се присъжда на лица, които се считат за способни да съдийстват турнири по шахматна композиция на най-високо ниво.